# Bernhard (Legat)
Bernhard († 14. Dezember 935 oder 15. Januar 936) war wahrscheinlich Graf von Borghorst und Legat (Befehlshaber) des sächsischen Aufgebots in der Schlacht bei Lenzen im Jahre 929.
Bernhard entstammte der mit Abstand einflussreichsten und vornehmsten Verwandtengruppe des nördlichen Sachsen und war wahrscheinlich ein Vorfahr der Billunger, möglicherweise der Onkel, wenn nicht sogar der Vater von Hermann Billung, Wichmann I. und Amelung. Er war verheiratet mit Berta, der Stifterin des Kanonissenstiftes Borghorst, einer Adligen aus Burgund oder Alamannien. Vielleicht stand auch nur sie in verwandtschaftlichen Beziehungen zu den Vorfahren der Billunger und den Nachkommen Widukinds. Das Ehepaar hatte mindestens eine Tochter, nämlich Hadwig, die spätere Äbtissin des Stiftes Borghorst. Ob die weiteren Kinder Bertas, Bertheida (Peretheid) und Luitgard, aus der Verbindung mit Bernhard oder aus einer vorangegangenen Ehe der Berta mit dem älteren Luitgard stammen, ist unklar.
Von Bernhard berichtet Widukind von Corvey in seiner Sachsengeschichte, er habe 929 als einer von zwei Heerführern König Heinrichs I. in der Schlacht bei Lenzen ein gewaltiges Aufgebot der elbslawischen Redarier besiegt. Nach Bernhards Tod um die Jahreswende 935/936 blieb das Amt des Heerführers aufgrund des Schlaganfalls König Heinrich I. zunächst vakant. Erst sein Sohn und Nachfolger Otto I. ernannte auch einen neuen Heerführer. Er erwählte jedoch nicht Wichmann I., sondern dessen jüngeren Bruder Hermann Billung zum „princeps militae“, was zu einer schweren Krise für die junge Königsherrschaft Ottos I. führte.
Bernhards wird in den Nekrologen von Borghorst, Lüneburg und Merseburg gedacht.